# رئيس-مدير عام
الرئيس المدير العامّ أو ر.م.ع. (بالفرنسية: Président-directeur général)‏ هو مصطلح فرنسي يطلق على أعلى منصب إداري في شركة.
غالبا ما يعدّ التخطيط الوظيفة الأولى من وظائف الإدارة، فهي القاعدة التي تقوم عليها الوظائف الإدارية الأخرى.
- توفير الموظفين: في هذه العملية يجب على الإدارة جذب المرشحين لسد الاحتياجات من الوظائف الشاغرة.
- التدريب والتطوير: من خلال التدريب والتطوير تحاول المؤسسة زيادة قدرة الموظفين.
- التوجيه :بمجرد الانتهاء من صياغة خطط المؤسسة وبناء هيكلها التنظيمي وتوظيف العاملين فيها، تكون الخطوة التالية في العملية الإدارية هي توجيه الناس باتجاه تحقيق الأهداف التنظيمية. في هذه الوظيفة الإدارية يكون من واجب المدير تحقيق أهداف المؤسسة من خلال إرشاد المرؤوسين وتحفيزهم، الإدارة عمليه شديده الإرهاق فعلا